# Марина Грецька
Марина Грецька та Данська (грец. Μαρίνα της Ελλάδας και Δανίας; 13 грудня 1906, Афіни — 27 серпня 1968, Кенсінгтонський палац) — принцеса Греції та Данії з династії Глюксбургів, донька грецького принца Миколая та російської княжни Олени Володимирівни, дружина принца Великої Британії Георга Кентського.

## Біографія
Марина народилась 13 грудня 1906 року в Миколаївському палаці в Афінах. Вона була третьою дитиною та молодшою донькою грецького принца Миколая та його дружини Олени Володимирівни. Своє ім'я новонароджена отримала на честь популярної грецької святої — Марини Антіохійської. Дівчинка народилась з трохи вивихнутою лівою ногою, пізніше знадобилась операція, щоб це виправити. В дитячому віці вона помітно кульгала, але у дорослому віці нічого, окрім деякої незграбності у ході, видно не було. Після народження Марини матір тривалий час відновлювала здоров'я на європейських курортах.
Марину охрестили наприкінці 1906 року. Її хрещеними батьками стали король Греції Георг I, король Великої Британії Едуард VII, принц Андрій Грецький та Данський, принцеса Уельська Марія Тек, великий князь Борис Володимирович та велика княгиня Вікторія Федорівна.

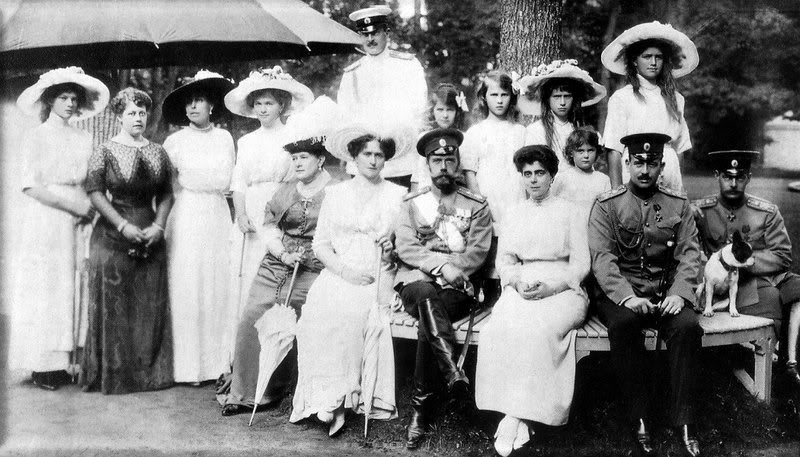
Марина з родичами у Росії

Дівчинка мала старших сестер Ольгу та Єлизавету. Між собою родина спілкувалася англійською мовою. Марину, як наймолодшу, кликали «Baby». Вона мала слухняне темно-русяве волосся та карі очі блідо-бурштинового відтінку з сіро-зеленим кільцем навколо зіниць.
Як і батько, цікавилась малюванням. Часто заходила до його художньої майстерні, а коли стала трохи дорослішою, разом з ним малювала ескізи. Листи до родини часто супроводжувала гумористичними ілюстраціями, що всіх смішили.
Освіту дівчата здобували вдома, під наглядом англійської няньки міс Фокс. Раз на рік всією сім'єю навідували Росію. У Петербурзі вони перебували й коли почалася Перша світова війна.
Греція вступила у війну лише влітку 1917 року. Перед цим відбулося зречення короля та еміграція майже всієї королівської родини до Швейцарії. Принц Миколай з родиною жив спочатку у Санкт-Моріці, а згодом — у Франції, де давав уроки живопису, щоб заробити на життя. 1920 року відбулася реставрація короля Костянтина і вони повернулися до Греції. Марина ж залишилась у Парижі. 1922 року її родина знову емігрувала після другого зречення короля.
У 1932 році в Лондоні Марина познайомилась із своїм троюрідним братом Георгом Британським. Влітку 1934 року між ними зав'язався роман, а 28 серпня 1934 року було оголошено про їхні заручини.

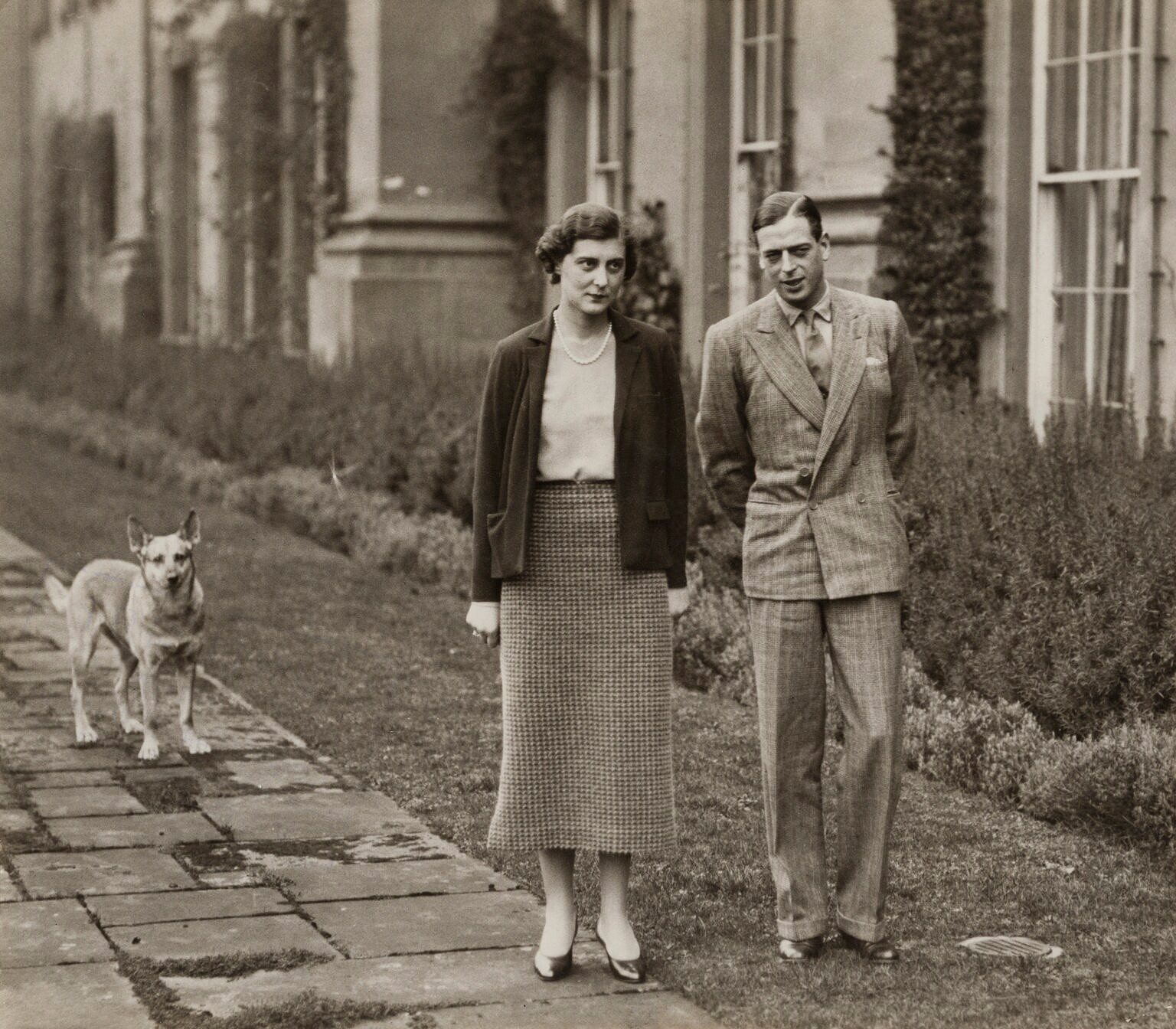
Марина та Георг, 1934

12 жовтня Георг отримав титули герцога Кентського, графа Сент-Ендрюса та барона Даунпатріка.
Весілля відбулося 29 листопада 1934 року. Англіканська церемонія вінчання відбулась у Вестмінстерському абатстві, після чого послідувала православна у каплиці Букінгемського палацу. Нареченому виповнився 31 рік, нареченій було 27. На Марині була біла із срібним шовкова сукня від Едварда Моліно, яку шили декілька швачок, серед яких, на її прохання, були і росіянки. Дружками були принцеси Ірина, Євгенія та Катерина Грецькі, велика княжна Кіра Кирилівна, принцеса Юліана Нідерландська, Єлизавета Йоркська, леді Айріс Маунтбаттен та Мері Кембридж.
Чоловік Марини був суперечливою персоною: він уживав наркотики та мав численні позашлюбні зв'язки. Тим не менш, у подружжя народилося троє дітей. Проживала родина в будинку № 3 на Белгрейв-сквер у фешенебельному лондонському районі Белгравія та на віллі в Бакінгемширі, яку вони успадкували від тітки Георга. За шість тижнів після народження молодшого сина Георг загинув в авіаційній катастрофі за нез'ясованих обставин. Після його смерті Марина опинилась у скрутному фінансовому становищі, оскільки цивільний лист було анульовано, і вона отримувала лише невеличку дотацію від королівської родини. За п'ять років герцогиня виставила майно чоловіка на продаж на аукціоні «Christie's». Розпродаж відбувся у березні 1947 року і зібрав 92,3 тисячі британських фунтів стерлінгів.
У листопаді 1947 року Марина була присутньою на весіллі кронпринцеси Єлизавети та Філіпа Маунтбаттена і поставила підпис під їх весільним свідоцтвом.
У 1952 році подорожувала Далеким Сходом, відвідавши Цейлон, Малайю, Борнео та Гонконг. 1952 року — представляла королеву на святкуваннях у Гані. Пізніше навідала Мексику, ПАР та Австралію. У вересні 1966 року була представницею королеви в Ботсвані.
Принцеса Марина пішла з життя 27 серпня 1968 року в Кенсингтонському палаці. Причиною смерті стала пухлина мозку. Відспівування герцогині відбулось 30 серпня. На ньому були присутніми королева Єлизавета, королева-матір, король Греції Костянтин II з матір'ю та дружиною, Єлена Грецька, колишній король Італії Умберто II та інші. Поховали Марину у Фроґморі на королівському цвинтарі поруч із чоловіком.

## Родина
Чоловік — принц Джордж, герцог Кентський
Дітиː
- Едвард (нар.1935) — герцог Кентський, одружений з Кетрін Ворслі, має трьох дітей;[6]
- Александра (нар.1936) — була одружена з високоповажним Анґусом Оґілві, має двох дітей;[7]
- Майкл (нар.1942) — одружений з баронесою Марією Крістіною фон Рейбніц, має двох дітей.[8]

## Спадщина
Принцеса Марина дала своє ім'я численним закладам, у їхньому числіː
- Коледж Принцеси Марини (Арборфілд, Беркшир);
- Дім Принцеси Марини — заклад Благодійного фонду Королівських ВПС (Растінгтон, Західний Сассекс);
- Шпиталь Принцеси Марини (Аптон, Нортгемптоншир);
- Шпиталь Принцеси Марини (Габороне, Ботсвана);
- Спортивний комплекс Принцеси Марини (Рікмансфорт, Гартфордшир);
- Шпиталь Герцогині Кентської (Сандакан, Сабах, Малайзія);
- Кентський коледж Принцеси Марини (Туаран, Сабах, Малайзія).

## Нагороди
- Орден Індійської корони (Велика Британія);
- Великий хрест Королівського Вікторіанського ордену (Велика Британія);
- Великий хрест Ордену Британської імперії (Велика Британія);
- Великий хрест Ордену святого Іоанна Єрусалимського (Велика Британія);
- Королівський родинний орден короля Георга V (Велика Британія);
- Королівський родинний орден короля Георга VI (Велика Британія);
- Королівський родинний орден королеви Єлизавети II (Велика Британія);
- Королівський династичний орден Святих Ольги та Софії 1-го класу (Греція);
- Великий хрест ордену Доброчесності (Греція);
- Великий хрест Ордену «Сонце Перу» (Перу);
- Великий хрест Ордену Ацтекського орла (Мексика);
- Великий хрест Ордену Заслуг (Чилі);
- Великий хрест Ордену Південного Хреста (Бразилія);
- Великий хрест Ордену визволителя Сан-Мартіна (Аргентина);
- Почесний знак Збройних сил Канади (Канада);
- Почесний знак «За заслуги перед Австрійською Республікою» (Австрія).

### Почесні військові звання
- Шеф Кентського полку;
- Шеф Шотландського полку Ессекса та Кента;
- Шеф Королівського власного Її Величності полку Західного Кента;
- Шеф Дорсетського полку;
- Шеф Девонширського та Дорсетського полку;
- Шеф Корпусу королівських електриків та інженерів-механіків;
- Шеф Королівського полку;
- Почесний полковник Букінгемширського батальйону оксфордширської та букінгемширської легкої піхоти;
- Почесний полковник 4-го Батальйону оксфордширської та букінгемширської легкої піхоти;
- Почесний полковник 431-го ППО полку Королівської артилерії;
- Почесний полковник 229-го Королівського Йоменів Букінгемшира, Власних Королівських гусар Оксфордшира та Беркшира польового полку королівської артилерії
- Почесний полковник Букінгемширського територіального полку королівської артилерії;
- Полковник Власного королівського полку Баффів
- Почесний комендант Австралійської Жіночої королівської військово-морської служби.

## Титули
- 13 грудня 1906 — 29 листопада 1934 — Її Королівська Високість Принцеса Марина Грецька та Данська
- 29 листопада 1934 — 8 червня 1961 — Її Королівська Високість Герцогиня Кентська
- 8 червня 1961 — 27 серпня 1968 — Її Королівська Високість Принцеса Марина, Герцогиня Кентська

Після весілля з Георгом Кентським Марина йменувалась ЇКВ Герцогиня Кентська, однак залишалась принцесою Грецькою та Данською.
Перед весіллям свого старшого сина із Кетрін Ворслі, Марина заявила, що бажає титулуватися ЇКВ Принцеса Марина, Герцогиня Кентська замість ЇКВ Вдовіюча Герцогиня Кентська і повернула собі префікс принцеси. Королева Єлизавета II дала дозвіл на відповідне йменування.
На момент смерті принцеси Марини її повне титулування було Її Королівська Високість Принцеса Марина, Герцогиня Кентська, Графиня Святого Ендрюса та Баронеса Даунпатрік, Член Імператорського Ордену Корони Індії, Дава Великого Хреста Уоролвського Ордену Вікторії, Дама Великого Хреста Ордену Британської Імперії, Дама Великого Хреста Ордену Святого Йоанна Єрусалимського.

## Цікаві факти
- На весіллі Марини Грецької та Георга Кентського вперше побачились принцеса Єлизавета Йоркська та Філіп Грецький.[9] Згодом, вже на їхньому весіллі, одним з юних пажів, що ніс фату Єлизавети, був Майкл Кентський — син Георга та Марини.[10]